# Andris Ameriks
Andris Ameriks (Jūrmala, 5 marzo 1961) è un politico ed economista lettone, ex vicensidaco di Riga e dal 2019 europarlamentare nella IX legislatura.

## Biografia
Nato nel 1961 a Jūrmala, ha studiato alla Jurmala Secondary School n. 1. Quindi nel 1987 si è laureato presso la Facoltà di Automazione e Informatica dell'Istituto Politecnico di Riga e si è anche laureato presso la Facoltà di Economia dell'Università Statale della Lettonia. 
Nei primi anni dopo il ripristino dell'indipendenza della Lettonia, Andris Ameriks fondò la società "Letonija", che, prendendo prestiti a tassi di interesse fino al 35% all'anno, acquistò proprietà denazionalizzate, cercò acquirenti, aiutò le persone a organizzare documenti di recupero immobiliare. Durante questo periodo Ameriks divenne milionario.  Nel 2017 Ameriks ha avuto il reddito maggiore tra i funzionari municipali eletti in Lettonia, pari a 616.386 euro (35.250 USD), la maggior parte dovuti a pagamenti di interessi da parte del prestatore non bancario Mogo e dalla vendita di titoli.

### Attività politica
Durante la sua giovinezza, è stato primo segretario dell'organizzazione giovanile comunista della RSS Lettone. Dal 1993 al 1998 è stato membro del Saeima, in rappresentanza del Partito nazionale dell'Armonia e successivamente del Partito Democratico "Saimnieks". Dal 2001 membro del Consiglio comunale di Riga, dal 2010 al 2018 è stato Vice Presidente del Consiglio Comunale di Riga, cioè vicesindaco della capitale lettone.
Ameriks si è dimesso da vicesindaco del consiglio comunale di Riga il 17 dicembre 2018, tra accuse di corruzione nella vicenda della società di trasporti Rīgas Satiksme.  Il 19 dicembre 2018 i membri dell'opposizione del consiglio comunale di Riga hanno avviato un voto di sfiducia contro Ameriks come presidente del consiglio di amministrazione di Freeport di Riga.

#### Membro del Parlamento europeo
Ameriks è membro del Parlamento europeo dalle elezioni del 2019. Da allora fa parte della commissione per i trasporti e il turismo e della commissione per le petizioni. Oltre ai suoi incarichi in commissione, fa parte della delegazione del Parlamento alle commissioni parlamentari di cooperazione UE-Kazakistan, UE-Kirghizistan, UE-Uzbekistan e UE-Tagikistan e per le relazioni con Turkmenistan e Mongolia.